# Éowyn
Éowyn J. R. R. Tolkien A Gyűrűk Ura című regényének egyik szereplője. Éowyn egy rohani nemesasszony, akit Aragorn „páncélinges szűznek” nevez.

## Éowyn Tolkien műveiben
Éowyn A Gyűrűk Urában jelenik meg, Éorl Házának szülötte és Théoden király unokahúga. Théodwyn, Théoden húga és Éomund lánya, Éomer húga. Amikor csupán hároméves volt, az apját megölték egy orkokkal vívott harcban, anyja pedig belehalt a gyászba. Éowynt és Éomert nagybátyjuk saját gyermekeként nevelte.
Éowyn depresszióba esett, mivel csatában akart hírnevet szerezni – valószínűleg nemessége miatt, de nőként Edorasban kellett végeznie kötelességét. Amikor Théoden elméjét megmérgezte tanácsadója, a Kígyónyelvű Gríma, Éowyn kötelességének érezte nagybátyját ápolni, és állapotának romlása nagyon lesújtotta őt. Még ennél is rosszabb volt, hogy Gríma folyton a nyomában loholt.
Amikor azonban megérkezett Gandalf Aragornnal, Legolasszal és Gimlivel, a mágus megszabadította Théodent Kígyónyelvű hatalmától. Éowyn szerelmes lett Aragornba, azonban hamarosan kiderült, hogy Aragorn nem viszonozhatja szerelmét (habár Aragorn nem említette eljegyzését Arwennel). A Dúnadán azt sem engedte, hogy Éowyn vele tartson a háborúba. Aragorn azt mondta neki, hogy helye az embereivel van; vállalnia kell Rohan irányításának terhét, amíg Théoden háborúba vezeti a rohani hadsereget. Aragorn azt is mondta, hogy Éowyn szolgálatai nem kevésbé vitézek. Ketrechez hasonlítva helyzetét, Éowyn azt mondta, fél attól, hogy
„... rácsok között maradok, amíg korom okán bele nem törődöm, és a nagy tettek minden emléke lassan elporlad.”
A viszonzatlan szerelem bánata miatt, és azért, mert csatában akart elesni, Éowyn férfinak álcázta magát, és a Dernhelm álnevet használta, hogy elmehessen a rohani lovasokkal a pelennori csatába. Magával vitte lován, Windfolán Trufát is, akinek azt parancsolták, maradjon ki a csatából.
Miután Théoden királyt a lova maga alá temette a Pelennor mezei csatában, kiszolgáltatva az Angmari Boszorkányúrnak, Éowyn közbelépett, hogy megmentse. A magyar fordításban a Nazgúlok urát végül a rejtekhelyéről előugró Trufa  ölte meg, míg az angol eredetiben Éowyn.  Mikor az Aragorn, Gimli, Legolas, Gandalf és Éomer vezette seregek a Fekete Kapuhoz vonultak, ő Minas Tirithben maradt, ahol Faramirral, Gondor kapitányával egymásba szerettek. Sauron legyőzése után részt vett Aragorn koronázásán. Ezután összeházasodott Faramirral és Ithilíába költöztek. Itt született meg egyetlen fiuk, Elboron.

## Fordítás
- Ez a szócikk részben vagy egészben  az   Éowyn című angol Wikipédia-szócikk fordításán alapul.  Az eredeti cikk szerkesztőit annak laptörténete sorolja fel. Ez a jelzés csupán a megfogalmazás eredetét és a szerzői jogokat jelzi, nem szolgál a cikkben szereplő információk forrásmegjelöléseként.